# Juliusz Merak
Juliusz Karol Franciszek Stanisław Merak ps. „Szczęsny” (ur. 19 listopada 1895 w Jadownikach, zm. 14 września 1920 w Poznaniu) – żołnierz Legionów Polskich, armii austriackiej i major piechoty Wojska Polskiego, kawaler Orderu Virtuti Militari.

## Życiorys
Urodził się w Jadownikach, w ówczesnym powiecie brzeskim Królestwa Galicji i Lodomerii, w rodzinie Michała i Mieczysławy z Kalinowskich. Uczył się w gimnazjum w Bochni, od 1907 r. w Mielcu, w końcu w III Gimnazjum im. Króla Jana III Sobieskiego w Krakowie, gdzie z odznaczeniem zdał egzamin maturalny. Następnie studiował prawo na UJ; przerwał studia z chwilą wybuchu wojny. Wznowił studia w 1917 r. i trzy lata później, zaledwie dwa miesiące przed śmiercią, uzyskał absolutorium. Działał w drużynach strzeleckich i POW. Od 16 sierpnia 1914 w Legionach Polskich. Początkowo służył w 2. pp Legionów i wziął udział w kampanii karpackiej. Żołnierz 7 kompanii w 6 pułku piechoty Legionów Polskich.  18 sierpnia 1917 wcielony do armii austriackiej. 
Od 1 listopada w odrodzonym Wojsku Polskim. W stopniu kapitana jako dowódca III batalionu w 25 pułku piechoty walczył na froncie wojny polsko-ukraińskiej i wojny polsko-bolszewickiej. 15 lipca 1920 został zatwierdzony z dniem 1 kwietnia 1920 w stopniu majora, w piechocie, w grupie oficerów byłych Legionów Polskich. Pełnił wówczas służbę w Dowództwie 4 Armii.
Szczególnie odznaczył się 2 sierpnia 1920 w bitwie o Brześć, gdzie „pełnił funkcję kwatermistrza w Gr. Operac. gen. W. Sikorskiego. Podczas wtargnięcia wojsk bolszewickich do twierdzy organizował piechotę do kontrataku, ciężko ranny zmarł w szpitalu w P-niu”. Za tę postawę został odznaczony pośmiertnie Orderem Virtuti Militari.
17 września 1920 został pochowany na cmentarzu garnizonowym w Poznaniu. Był żonaty z Eleonorą z d. Malewską.

## Ordery i odznaczenia
- Krzyż Srebrny Orderu Wojskowego Virtuti Militari nr 5139[7][1]
- Krzyż Niepodległości – pośmiertnie 19 grudnia 1930 „za pracę w dziele odzyskania niepodległości”[8][1]